# Катеринопільська селищна рада
Катерино́пільська се́лищна ра́да — адміністративно-територіальна одиниця та орган місцевого самоврядування в Катеринопільському районі Черкаської області. Адміністративний центр — селище міського типу Катеринопіль.

## Загальні відомості
- Населення ради: 5 708 осіб (станом на 1 січня 2014 року)

## Населені пункти
Селищній раді підпорядковані населені пункти:
- смт Катеринопіль

## Склад ради
Рада складається з 30 депутатів та голови.
- Голова ради: Гегедош Іван Тіберійович
- Секретар ради: Сівак Ірина Володимирівна

### Керівний склад попередніх скликань
| Прізвище, ім'я, по батькові | Основні відомості                                                        | Дата обрання | Дата звільнення |
| --------------------------- | ------------------------------------------------------------------------ | ------------ | --------------- |
| Лисак Надія Петрівна        | Селищний голова, 1954 року народження, позапартійна                      | 26.03.2006   | 31.10.2010      |
| Димчук Сергій Петрович      | Селищний голова, 1959 року народження, освіта вища, член Партії регіонів | 31.10.2010   | 27.12.2013      |
| Гегедош Іван Тіберійович    | Селищний голова, 1985 року народження, безпартійний                      | 25.05.2014   |                 |

Примітка: таблиця складена за даними сайту Верховної Ради України

### Депутати
За результатами місцевих виборів 2010 року депутатами ради стали:

#### За суб'єктами висування
| Суб'єкт висування               | Кількість обраних депутатів | %    |
| ------------------------------- | --------------------------- | ---- |
| Самовисування                   | 28                          | 93,3 |
| Політична партія «Наша Україна» | 1                           | 3,3  |
| Політична партія «Фронт Змін»   | 1                           | 3,3  |

#### За округами
| № округу                        | Прізвище, ім'я, по батькові     | Дата визнання обраним | Освіта             | Партійна приналежність                      | Відомості про обраного депутата                                  |
| ------------------------------- | ------------------------------- | --------------------- | ------------------ | ------------------------------------------- | ---------------------------------------------------------------- |
| Політична партія «Наша Україна» |                                 |                       |                    |                                             |                                                                  |
| 2                               | Басараб Лариса Григорівна       | 03.11.2010            | вища               | член Політичної партії «Наша Україна»       | ПП «Приходько», технолог                                         |
| Політична партія «Фронт Змін»   |                                 |                       |                    |                                             |                                                                  |
| 23                              | Катриченко Сергій Анатолійович  | 03.11.2010            | середня спеціальна | позапартійний                               | Катеринопільське агентство страхової компанії «Глобус», директор |
| Самовисування                   |                                 |                       |                    |                                             |                                                                  |
| 1                               | Шеремет Віктор Миколайович      | 03.11.2010            | вища               | позапартійний                               | ТОВ ІК «Агросоюз РП», начальник служби безпеки                   |
| 3                               | Заболотня Оксана Володимирівна  | 03.11.2010            | вища               | член Партії регіонів                        | КАтеринопільська РДА, начальник відділу                          |
| 4                               | Харченко Петро Володимирович    | 03.11.2010            | вища               | член Партії Християнсько-Демократичний Союз | приватний підприємець                                            |
| 5                               | Багрянцева Наталія Юріївна      | 03.11.2010            | вища               | член Партії регіонів                        | Катеринопільська РДА, начальник відділу                          |
| 6                               | Колісник Сергій Миколайович     | 03.11.2010            | вища               | член Партії Християнсько-Демократичний Союз | приватний підприємець                                            |
| 7                               | Сівак Ірина Володимирівна       | 03.11.2010            | вища               | член Партії регіонів                        | Катеринопільська РДА, начальник відділу                          |
| 8                               | Качуровський Ігор Борисович     | 03.11.2010            | середня            | позапартійний                               | пенсіонер                                                        |
| 9                               | Чеберяк Андрій Вікторович       | 03.11.2010            | вища               | член Партії регіонів                        | Катеринопільська РДА, заступник начальник відділу                |
| 10                              | Шаповал Володимир Якович        | 03.11.2010            | середня            | член Партії регіонів                        | пенсіонер                                                        |
| 11                              | Скуцька Алла Іванівна           | 03.11.2010            | вища               | позапартійна                                | Катеринопільський центр розвитку дитини «Сонечко», завідувачка   |
| 12                              | Каратніцький Микола Григорович  | 03.11.2010            | середня спеціальна | позапартійний                               | загальноосвітня школа І-ІІІ ст. № 1, робітник по ремонту         |
| 13                              | Лихолат Володимир Васильович    | 03.11.2010            | середня            | позапартійний                               | приватний підприємець                                            |
| 14                              | Батюк Валентина Михайлівна      | 03.11.2010            | середня            | позапартійна                                | Селищна рада, спеціаліст з юридичних питань                      |
| 15                              | Грігель Олена Геннадіївна       | 03.11.2010            | вища               | позапартійна                                | Селищна рада, спеціаліст 1 кат. з бухгалтерського обліку         |
| 16                              | Мандрика Євген Анатолійович     | 03.11.2010            | вища               | член Партії регіонів                        | Районна лікарня ветеринарної медицини, ветеринарний лікар        |
| 17                              | Бондар Сергій Анатолійович      | 03.11.2010            | вища               | член Партії регіонів                        | Катеринопільська РДА, провідний спеціаліст юридичного відділу    |
| 18                              | Вовкотруб Лариса Валеріївна     | 03.11.2010            | вища               | позапартійна                                | Катеринопільська загальноосвітня школа № 2, вчитель              |
| 19                              | Кармаліта Олександр Олексійович | 03.11.2010            | вища               | позапартійний                               | приватний підприємець                                            |
| 20                              | Мандрика Лідія Володимирівна    | 03.11.2010            | вища               | член Партії регіонів                        | Катеринопільська загальноосвітня школа № 2, директор             |
| 21                              | Кожушко Лариса Василівна        | 03.11.2010            | вища               | позапартійна                                | Дошкільний заклад «Казка», завідувач                             |
| 22                              | Вирозуб Петро Павлович          | 03.11.2010            | середня            | позапартійний                               | ВК «Будсервіс», зав виробництвом                                 |
| 24                              | Цехмістренко Наталія Арсентівна | 03.11.2010            | середня спеціальна | позапартійна                                | Селищна рада, секретар                                           |
| 25                              | Шуренко Володимир Васильович    | 03.11.2010            | вища               | член Партії регіонів                        | Районна лікарня ветеринарної медицини, начальник                 |
| 26                              | Калиушко Віктор Миколайович     | 03.11.2010            | середня спеціальна | позапартійний                               | ПП «Нетребенко», водій                                           |
| 27                              | Підгірний Петро Григорович      | 03.11.2010            | середня спеціальна | позапартійний                               | Комунальне підприємство, головний інженер                        |
| 28                              | Стадник Валентина Володимирівна | 03.11.2010            | середня спеціальна | позапартійна                                | Кооператив «Будсервіс», головний бухгалтер                       |
| 29                              | Гайдищук Василь Миколайович     | 03.11.2010            | середня спеціальна | позапартійний                               | Відділ освіти, водій                                             |
| 30                              | Лисак Надія Петрівна            | 03.11.2010            | вища               | позапартійна                                | Катеринопільський селищний голова                                |